# Харрисон, Нил
Нил Го́рдон "Ха́рри" Ха́ррисон (англ. Neil Gordon "Harry" Harrison; 23 января 1949, Питерборо, Онтарио — 24 февраля 2014, Ньюмаркет, Онтарио) — канадский кёрлингист и тренер по кёрлингу.
Играл на позиции первого. Признан одним из лучших кёрлингистов мира на этой позиции. Внёс значительные изменения в тактику игры, более активно используя боковые гарды (камни-защитники) (англ. corner guard).
После окончания карьеры игрока занимался тренерской работой, в том числе тренировал национальные команды Шотландии и США.
На турнире Континентальный Кубок по кёрлингу 2011 был капитаном (не игроком, но руководителем) объединённой команды Северной Америки.
В 1991 году введён в Зал славы канадского кёрлинга.

## Достижения
- Чемпионат мира по кёрлингу среди мужчин: золото (1983, 1990).
- Чемпионат Канады по кёрлингу среди мужчин: золото (1983, 1990), серебро (1984), бронза (1988).
- Канадский олимпийский отбор по кёрлингу: бронза (1987, 1997).

## Команды
| Сезон   | Четвёртый     | Третий        | Второй        | Первый         | Запасной     | Турниры           |
| ------- | ------------- | ------------- | ------------- | -------------- | ------------ | ----------------- |
| 1971—72 | Боб Вудс      | Нил Харрисон  | Peter Krivel  | Jim Hedrich    |              | [ 10 ]            |
| 1980—81 | Эд Вереник    | Bob Widdis    | Нил Харрисон  | Jim McGrath    |              | ЧК 1981 (4 место) |
| 1982—83 | Эд Вереник    | Пол Сэвидж    | Джон Кавайя   | Нил Харрисон   |              | ЧК 1983 · ЧМ 1983 |
| 1983—84 | Эд Вереник    | Пол Сэвидж    | Джон Кавайя   | Нил Харрисон   |              | ЧК 1984           |
| 1987—88 | Эд Вереник    | Пол Сэвидж    | Джон Кавайя   | Нил Харрисон   |              | КООК 1987         |
| 1987—88 | Пол Сэвидж    | Эд Вереник    | Грэм Маккарел | Нил Харрисон   | Джон Кавайя  | ЧК 1988           |
| 1989—90 | Пол Сэвидж    | Грэм Маккарел | Нил Харрисон  | Todd Tsukomoto |              |                   |
| 1989—90 | Эд Вереник    | Джон Кавайя   | Иэн Тетли     | Пэт Перру      | Нил Харрисон | ЧК 1990 · ЧМ 1990 |
| 1993—94 | Эд Вереник    | Джон Кавайя   | Пэт Перру     | Нил Харрисон   |              |                   |
| 1994—95 | Эд Вереник    | Джон Кавайя   | Пэт Перру     | Нил Харрисон   | Ричард Харт  | ЧК 1995 (4 место) |
| 1996—97 | Эд Вереник    | Джон Кавайя   | Пэт Перру     | Нил Харрисон   | Peter Steski | ЧК 1997 (4 место) |
| 1997—98 | Эд Вереник    | Джон Кавайя   | Пэт Перру     | Нил Харрисон   | Вик Петерс   | КООК 1997         |
| 1998—99 | Расс Ховард   | Гленн Ховард  | Питер Корнер  | Нил Харрисон   |              |                   |
| 1999—00 | Расс Ховард   | Гленн Ховард  | Питер Корнер  | Нил Харрисон   |              |                   |
| 1999—00 | Эд Вереник    | Гленн Ховард  | Ryan Werenich | Нил Харрисон   |              |                   |
| 2000—01 | Нил Харрисон  | Frank McCourt | Gary Rusconi  | Mike Green     |              |                   |
| 2001—02 | Bob Turcotte  | Roy Weigand   | Нил Харрисон  | Steve McDermot |              |                   |
| 2003—04 | Эд Вереник    | Нил Харрисон  | Ryan Werenich | Lino Di Iorio  |              |                   |
| 2004—05 | Эд Вереник    | Нил Харрисон  | Ryan Werenich | Lino Di Iorio  |              |                   |
| 2006—07 | Frank McCourt | Barry Acton   | Шон Харрисон  | Нил Харрисон   |              |                   |
| 2006—07 | Нил Харрисон  | Frank McCourt | Ken Armstrong | Warren Craig   |              |                   |
| 2007—08 | Нил Харрисон  | Frank McCourt | Warren Craig  | Ken Armstrong  |              |                   |
| 2009—10 | Нил Харрисон  | ?             | ?             | ?              |              |                   |

(скипы выделены полужирным шрифтом)

## Результаты как тренера национальных сборных
| Год  | Турнир                                       | Сборная             | Место |
| ---- | -------------------------------------------- | ------------------- | ----- |
| 2004 | Чемпионат мира по кёрлингу среди мужчин 2004 | Шотландия (мужчины) | 5     |
| 2011 | Чемпионат мира по кёрлингу среди женщин 2011 | США (женщины)       | 7     |

## Частная жизнь
Из семьи кёрлингистов: его отец, Буррит Харрисон (англ. Burritt Harrison), также был кёрлингистом, играл на позиции первого в команде провинции Онтарио на мужском чемпионате Канады 1952 года. Нил начал заниматься кёрлингом в возрасте 12 лет.
Был женат, жена Джейн, у них двое детей: дочь Эмбер (англ. Amber) и сын Шон Харрисон — тоже кёрлингист, чемпион Канады среди смешанных команд 2018 и чемпион мира среди смешанных команд 2018.
Вне кёрлинга до пенсии более 30 лет работал пожарным в Торонто, имел чин капитана.
Скончался в 2014 от рака мозга.